# Beaverlodge
Beaverlodge är en ort i Kanada.   Den ligger i provinsen Alberta, i den centrala delen av landet, 3 200 km väster om huvudstaden Ottawa. Beaverlodge ligger 723 meter över havet och antalet invånare är 2 219.
Terrängen runt Beaverlodge är huvudsakligen platt, men österut är den kuperad. Runt Beaverlodge är det mycket glesbefolkat, med 2 invånare per kvadratkilometer.. Beaverlodge är det största samhället i trakten. 
Trakten runt Beaverlodge består till största delen av jordbruksmark.